# Berts ytterligare betraktelser
Berts ytterligare betraktelser är en ungdomsroman i dagboksform från 1991 av de svenska författarna Anders Jacobsson och Sören Olsson. Boken handlar om Bert Ljung från 1 september till 31 december under det kalenderår han fyller 13 år. Boken använder sig av 1989 års almanacka enligt den gregorianska kalendern. Som standard inleder Bert med "Hej hej hallå dagboken!" och avslutar med berömda "Tack och hej – leverpastej". Bert för dagbok varje dag under detta kalenderår, och de flesta anteckningarna beskriver vad som skedde under gårdagen.
Ursprungligen lästes Berts betraktelser-trilogin upp i radioprogrammet Almanackan under 1989, som gjordes varje dag under ett år, vilket Sören tyckte passade bra för en dagbok. Under oktober 1989 "spurtade" Anders och Sören och skrev de sista avsnitten. När man kom in på norra höstens avsnitt försökte författarna dela upp avsnitten, vilket man kallade "kreativ konkurrens" och gick ut på att överträffa varandra med roligheter och överraska med något oväntat.
När boken utkom 1991 var det en av flera böcker författarna gav ut då, och 1991 blev både författarnas och bokförlagets bästa försäljningsår någonsin, och dessutom hade man framgångar med julkalendern Sunes jul. Anders Jacbosson menade år 2000 att boken var hans favorit i Bertserien. Enligt Sören Olsson delade den förstaplatsen tillsammans med Berts bokslut.

## Bokomslag
Bokomslaget visar Bert som ligger på sitt skräpiga golv och skriver dagbok och äter popcorn, och lyssnar på radio-bandspelare med hög volym. På golvet ligger bland annat kassettband, leverpastej, strumpor och kort på tjejer (Ida, Nadja, Paulina och Emilia). Ett hjärta ploppar upp ur Berts huvud, då han tittar på ett fotografi (vänt åt andra hållet, så man inte ser vem det är). En lampa lyser upp i mörkret, och en hundliknande telefon ringer.

## Handling
Bert går höstterminen i 7:an. Det har blivit september, och Berts mormor vill att Bert skall gå med i scouterna, då hon hittat hans svaga punkt, som är tjejer. En brand utbryter i Lill-Eriks skåp på Beckaskolan. Han har som enda 7:a skåp i 9:ornas korridor, och får nu bära skolböckerna i en shoppingbag. Åke samlar ihop ett gäng som skall försöka utreda händelsen. Bert misstänker dock Dödgrävarn, då han också misstänker att han är tillsammans med Paulina, då de går på bio ihop. Bert noterar tändstickor i Dödgrävarns skåp, och spanar på Dödgrävarn och Paulina. Bert börjar uppfatta Paulina som en svikare, och hoppas hon får snus i munnen när hon pussar snusaren Dödgrävarn. Det skall dock tilläggas att Dödgrävarn i bokversionen inte är samma som i TV-serien från 1994, där han går i 9:an då Bert går i 7:an, utan går istället själv i parallellklass till Bert i 7 B. Det ryktas att Dödgrävarn gjorde inbrott i en godisbutik som 9-åring, och att det sedan blivit värre. En vecka in i september avslöjas att Lill-Erik själv orsakade branden, för att få ett nytt skåp i 7:ornas korridor, då han var rädd för många av 9:orna. Några dagar senare får han ett skåp i 8:ornas korridor. Berts intresse för Paulina avtar vid mitten av september, till förmån för Ida, även om han inte gillar att hon röker. Ida delar skåp med Lill-Erik, och även hennes kompis Mona röker. Mona retar Bert för att han har glasögon. Han hittar även en lapp på sitt skåp, av någon som tycker Bert är söt fastän han har glasögon, och han erbjuds komma till cykelparkeringen en kväll, men Bert går aldrig dit.
I september beskriver Bert också alla sina lärare, han hamnar också i slagsmål med Jörgen Karlsson i 7 B i skolan, som kallar Bert för "Fjärt" och "Flugsmälla" då Bert menar att han inte skadat en endaste fluga. På musiklektionen tar Åke gitarren från musikläraren "Peruken" och sjunger "–Den spanska räven rev en annan röv". Åke uttrycker även kommunistiska åsikter. Bert och Åke får höra att man i USA och Sovjetunionen uppfattat mystiska ljud från yttre rymden, som kan vara utomjordingar.
Oktober präglas i början av att Bert tänker mindre på tjejer, och mer på killkompisarna. Han har svårt att bestämma sig för vilken tjej han gillar, och han börjar vara ute med dem på stan på fredags- och lördagskvällarna även om de råkar i trubbel med raggare. Bert längtar också efter moped. Åke försöker börja spela fiol i Heman Hunters, och lånar en fiol från en musikaffär. När den inte hörs ansluter Åke sladdar till fiolen, som börjar brinna. Torleif uppmanar Åke att fly till Ungern, där de enligt Torleif spelar mycket fiol.
Några elever i 9:an, bland annat Dödgrävarns kompis Karri, tvingas byta skola då han tvingar ner Inez, en flicka i klass 7 D, i Beckaskolans källare för att visa sig naken. Polisen kommer till skolan och hämtar de skyldiga 9:orna. Några dagar tidigare har Dödgrävarn varit hemma hos Bert och ätit middag.
Åke åker ofta in till rektorn (ett tema som ofta återkommer i boken). Bert går också på bio med sin förra flickvän Nadja, men Bert kommer inte in på filmen, vilket Nadja gör och Bert blir kvar i foajén innan de kramas, och sedan går hem. 
I Björnas gillestuga skall Bert, Åke och Lill-Erik träffa tre "hotta" brudar som Björna känner, men träffen uteblir när tjejerna tackar nej då de hört att Bert skall vara med, och de hört att han är svår på tjejer. När Bert ringer till Nadja svarar hennes raggarbrorsor de att hon är hos Paulina och hennes kille. Paulina har i oktober skaffat en kille med EPA-traktor.
Fredag, 27 oktober. Då Dödgrävarn och Jörgen Karlsson alltid slåss tvingas klass 7 B utebli från gymnastiklektionen, och istället ha klassråd för att diskutera bråken. Berts klass, 7 A, har istället gymnastik killar och tjejer ihop. Bert blir under gymnastiklektionen kär i Emilia, en flicka i hans klass som gått där sedan 1:an, men alltid hållit sig lite i "bakgrunden", och som Bert sällan brytt sig om. Emilia tittar på Bert under gymnastiklektionen, och Bert upplever som om en ny människa springer runt i gymnastiksalen, och han funderar på att gå fram och presentera sig men menar att det skulle bli dumt när de gått i samma klass så länge.
Bert träffar även Joel, en ungdomsledare inom kyrkan på motorcykel. Inuti ett församlingshem spelar ungdomar bordtennis. Emilia är med, men Bert tackar nej eftersom han säger "jävlar anamma" då han missar serven.
I november pratar Bert mycket med Emilia. När Bert till skolan återvänder efter en veckas feber i månadsskiftet oktober-november upptäcker killarna att Lisa i Berts klass har BH, och då Björna ropar att BH:n skall kastas tvingas han till samtal med kuratorn. Under ett matkrig i skolmatsalen blir Lill-Erik träffad av Björna, förvandlas till "Stor-Erik" och klipper till Björna, innan Ida pussar honom på kinden och han blir Lill-Erik igen. Emilia, som aldrig åkt ut från lektionen eller fått kvarsittning innan, kastas ut från en engelskalektion av läraren, gubben Sven "Brallan" Bolund, efter att ha förklarat för Bert vad Bolund sa känner Bert sig skyldig, och beskriver händelsen som större än ett krig som just utkämpats någonstans i världen, där man tror över 400 har dött.
Veckorna går och december kommer, med advent, Lucia, jul och nyår. När klassen skall fira första advent sitter Bert mest och tittar på Emilia i stearinljusets sken, medan Åke bränner upp sin mattebok i protest mot att han anser julfirande vara "fascistiskt hyckleri", och han tvingas bekosta en ny.
Åke menar att Jorden hotas av de "multiastronomiska fulingarna" från de "inre galaxerna" i mitten av Universum, som säger "–Jolijapa", vilket antingen är en vänlig hälsning eller ett dödshot, och Åke planerar på att göra en bomb, och stjäla kemikalier från kemin. Bert fortsätter kontakterna med Emilia, bland annat i skolan, vid fritidsgården, och på stan där hennes mamma tycker Bert är trevlig och hälsar genom sin dotter.
När Berts klass skall välja Lucia vinner ljushåriga Annika med 29-1 mot inte lika ljushåriga Emilia, som får Berts röst. Berts klass lussar för klassföreståndare, men Åke äter upp alla 31 lussekatterna och alla kastar snöbollar på honom. Under 9:ornas Luciatåg är det Miranda som är Lucia, och 7:orna viskar "–Tant Miranda". När jullovet skall börja vill Emilia träffa Bert under lovet.
Berts farbror, Janne, som bor i New York i USA, kommer och hälsar på över jul och nyår. Janne ger Bert en video i julklapp och av Åke får Bert en sköldpadda som Bert döper till Ove, och som under äter mellandagarna upp Berts akvariefiskar. Berts gammelfarmor orkar inte komma, och skickar brev.
Lill-Erik får en freestyle i julklapp, som han tror är vattentät, vilket den inte är. Den 28 december funderar Bert över vem han skall gifta sig med i framtiden, han tror inte det blir Rebecka, Nadja, Paulina, Ida, Anki eller Mona, men kanske Emilia. Plötsligt blir han rädd för att jorden i framtiden skall invaderas av små grönisar från annan planet, och att han då skulle tvingas gifta sig med en grönis-brud.
Nyårsfesten i Berts släkt sker med hans 18-åriga kusin Sandra, hans moster Lena och hennes man Lars-Olov, som jobbar med datorer. Åkes familj skall också ha fest, där Åkes pappa skall härma jazzmusikern Milfred Cherry.
Boken avslutas den 31 december med att Bert funderar på om han vågar ringa till Emilia och önska gott nytt år och fråga chans på henne. Troligen vågar han inte den gången, då han i följande bok, Berts bravader, som utspelar sig följande år, blir ihop med Emilia först i mitten av året efter att de träffats flera gånger.

## Ljudbok
Inläsningarna utgavs 1993 två fyra kassettband på Änglatroll under titlarna "Berts septemberbetraktelser"., "Berts oktoberbetraktelser"., Berts novemberbetraktelser och Berts decemberbetraktelser

### Musik och sång
Kassettbanden innehåller följande sånger:
- September: "Dum i huvet", "Spanska röven", "Riv hela skiten", "Lill-Erik är krasslig" ("Ja till livet")
- Oktober: "Jag vill va' en prins", "Kul att få en smäll", "Banan-Boris", "Jag tror hon heter Emilia" ("TV-låten")
- November: "Negrer är bra", "Inget krångel, mera hångel", "Höst och höst igen", "Heman Hunters"
- December: "Jolijaapa", "Hej Lucia", "Nu är det jul", "Milfred Cherrey"

Titel inom parentes avser sångens namn vid Hemliga Byråns originalinspelning.

## Övrigt
- När Åke i november med graffiti anklagar stadens ishockeyklubb för att vara rasister som inte rör den "svarta pucken", är det första gången som Öreskoga nämns.
- Fastän det gått ett tag sedan Bert i Berts dagbok som värst skämdes över sitt namn, ljuger han för Joel och säger att han heter Sam.
- Historien med Åke och fiolen är med i TV-serien, dock är det Bert som lånar den från musikaffären för att imponera på Nadja. Åke förstör den dock senare i ett försök att hjälpa sin vän.

### Fotnoter
1. ↑  ”Berts ytterligare betraktelser” (på engelska). Worldcat. 11 mars 1991. https://www.worldcat.org/title/berts-ytterligare-betraktelser-september-december/oclc/186093065&referer=brief_results. Läst 29 mars 2015.
2. ↑  ”Här kan du läsa sammandrag av första chattet med Anders & Sören”. Aftonbladet. 11 mars 2000. http://wwwc.aftonbladet.se/special/emanuel/chatt1.html. Läst 31 mars 2015.
3. ↑  ”Berts septemberbetraktelser”. Svensk mediedatabas. 11 mars 1993. http://smdb.kb.se/catalog/id/001522516. Läst 29 april 2015.
4. ↑  ”Berts oktoberbetraktelser”. Svensk mediedatabas. 11 mars 1993. http://smdb.kb.se/catalog/id/001522517. Läst 29 april 2015.
5. ↑  ”Berts novemberbetraktelser”. Svensk mediedatabas. 11 mars 1993. http://smdb.kb.se/catalog/id/001522518. Läst 29 april 2015.
6. ↑  ”Berts decemberbetraktelser”. Svensk mediedatabas. 11 mars 1993. http://smdb.kb.se/catalog/id/001522514. Läst 29 april 2015.